# Ida van Cham
Ida van Cham of van Ratelnberg (ca. 1055/1060 - september 1101) was een dochter van graaf Rapoto IV van Passau en Mathilde. Zij was gravin in Cham, Oberphalz en Beieren. Ida was gehuwd met de Oostenrijkse markgraaf Leopold II.
Ida werd als een van de mooiste adellijke vrouwen gezien van haar tijd, ze ging mee op pelgrimstocht met de Kruisvaart van 1101 om haar gelofte af te leggen in het Heilige land. Ze liep echter in een hinderlaag in Anatolië's Heraclea Cybistra, opgezet door Kilij Arslan I, tijdens de slag zou ze vermoord zijn, maar werd ook als vermist opgegeven. Latere legende zouden vertellen dat ze opgenomen was als gevangene van de Sultan en in zijn harem terecht zou zijn gekomen en de moeder van de latere moslimheld Zengi was.
Kinderen waren:
- Leopold III van Oostenrijk (1073-1136)
- Elisabeth, die huwde met hertog Ottokar II van Stiermarken (-1122)
- Judith
- Gerberga (-1141), die huwde met hertog Bořivoj II van Bohemen (-1124)
- Ida, die huwde met hertog Lutold van Moravië (-1112)
- Sophia (-1154), die in 1103 huwde met hertog Hendrik I van Karinthië (-1122) en in 1123 met graaf Sieghard X van Burghausen-Schala (-1142)
- Euphemia, die huwde met graaf Koenraad I van Tengling-Peinstein
- Adelheid, die huwde met graaf Diederik I van Formnbach.